# Кирена (город)
Кире́на (др.-греч. Κυρήνη, дор. Κυράνᾱ) — один из величайших городов античности, центр исторической области Киренаика.
Город, посвящённый Аполлону, стоял на территории современной Ливии в 16 км от морского порта Аполлония, возле современного города Шаххат, восточнее Бенгази (нынешний муниципалитет Эль-Джабаль-эль-Ахдар).
Его руины охраняются ЮНЕСКО как памятник Всемирного наследия.

## История
По сообщению Геродота, главный город древней Ливии был основан переселенцами с кикладского острова Феры сперва на островке Платее, а потом на самом материке, в 16 км от моря. Первым царем Кирены или, по-дорийски, Кираны, был Батт-Аристотель. Датой основания считается 630 год до н. э.
Во время господства династии Баттиадов Кирена, благодаря мореходству и торговле, скоро достигла высокой степени процветания и после продолжительной и жестокой борьбы с Египтом и Карфагеном сделалась независимой. Около 540 года до н. э. братья царя Аркесилая II возмутились и образовали из западных городов самостоятельное государство Барку. Власть Баттиадов была уничтожена персидским царем Камбизом, присоединившим Кирену к египетской сатрапии.
Во время господства персов, продолжавшегося 200 лет, Кирена сделалась (около 460 года до н. э.) республикой; к этой поре относится процветание киренской школы философов. После недолгого властвования Фиброна, в 321 году до н. э. египетский царь Птолемей I подчинил Киренаику своей власти; пять городов — Кирена, Аполлония, Птолемаида (Барка), Арсиноя (Тавхира) и Береника (Евгеспериды) — составили союз («пентаполь», то есть пятиградие), преобразованный с 117 года до н. э. в царство младшей ветви династии Птолемеев, последний представитель которой, Апион, в 96 году до н. э. завещал Кирену римлянам. Но городом ненадолго завладели тираны Никократ, а затем его брат Леандр. Римляне всё же овладели городом и всей Киренаикой и присоединили её в административном отношении к провинции Крит (67 год до н. э.).
В христианскую пору в Кирене имелся отдельный епископ (в V столетии — известный Синезий). Киренаика была родиной философов Аристиппа, основателя школы киренаиков, и Карнеада, поэта Каллимаха и географа Эратосфена. Разрушили её арабы. Город был окончательно оставлен жителями в 643 году. От греческой эпохи сохранились значительные развалины и некрополь, раскопки которого продолжаются и в XXI веке.